# João Afonso Telo de Meneses, 2.º senhor de Albuquerque
João Afonso Telo de Meneses (em castelhano: Juan Alfonso Téllez de Meneses; m.1268), 2.º senhor de Albuquerque foi alferes-mor do rei Afonso III, rei de Portugal de 1250 a 1255. Em Castela foi rico-homem do rei Afonso X e também Pertigueiro-mor de Santiago de Compostela.

## Relações familiares
Foi o filho segundogénito de Afonso Teles de Meneses, 2º senhor de Meneses e 1º  senhor de Albuquerque, e de Teresa Sanches, filha bastarda do rei Sancho I e de Maria Pais Ribeira, a Ribeirinha, filha de Paio Moniz de Ribeira e de Urraca Nunes de Bragança. Por morte de seu irmão mais velho, sucedeu na casa.

## Matrimónio e descendência
Casou com Elvira Gonçalves Girão, de quem teve:
- Rodrigo Anes de Meneses, "o Raposo", 3.º senhor de Albuquerque, casou com D. Teresa Martins de Soverosa, filha de Martim Gil de Soverosa, o Bom. Foram os pais de João Afonso Teles de Meneses, 1.º conde de Barcelos e 4º senhor de Albuquerque.[6][5][1]
- Gonçalo Anes Raposo, esposo de  Urraca Fernandes de Lima,[6][5] filha de Fernão Anes de Lima e de Teresa Anes de Sousa.